# Phoradendron botryoides
Phoradendron botryoides är en sandelträdsväxtart som beskrevs av Kuijt. Phoradendron botryoides ingår i släktet Phoradendron och familjen sandelträdsväxter. Inga underarter finns listade i Catalogue of Life.